# Limnophila (Indolimnophila) subguttularis
Limnophila (Indolimnophila) subguttularis is een tweevleugelige uit de familie steltmuggen (Limoniidae). De soort komt voor in het Oriëntaals gebied.